# Cordylostigma stellarioides
Cordylostigma stellarioides är en måreväxtart som först beskrevs av William Philip Hiern, och fick sitt nu gällande namn av Groeninckx och Steven Dessein. Cordylostigma stellarioides ingår i släktet Cordylostigma och familjen måreväxter. Inga underarter finns listade i Catalogue of Life.